# Président des États-Unis mexicains
Le président des États-Unis mexicains (en espagnol : presidente de los Estados Unidos Mexicanos), ou plus simplement président du Mexique, est le chef de l'État du Mexique. Selon la constitution, le président de la République est aussi le chef du gouvernement, le commandant en chef de l'armée de terre, de la marine et de la force aérienne. Il est élu pour un mandat de six ans non renouvelable.
L'actuelle titulaire de la fonction est Claudia Sheinbaum, depuis le 1er octobre 2024.

## Histoire
Entre le XIVe siècle et les années 1520, les empereurs Aztèques régnèrent sur Mexico en soumettant graduellement une grande partie des habitants du plateau central. Ensuite, après la conquête par Hernán Cortés, le Mexique fit partie de la Nouvelle-Espagne qui était dirigée par un vice-roi envoyé par les rois d'Espagne. Au début du XIXe siècle, le Mexique se dote de la Constitution fédérale des États-Unis mexicains (Constitución Federal de los Estados Unidos Mexicanos) et devient une république dirigée par un président, le premier président mexicain est Guadalupe Victoria le 10 octobre 1824. Néanmoins, deux personnes prirent le titre d'empereur et Antonio López de Santa Anna prit le prédicat d'altesse sérénissime. Depuis la Constitution de 1917, rédigée pendant la révolution mexicaine, les présidents ne peuvent pas être deux fois élus.

## Chef de l'État

### Conditions pour devenir président de la République
Le chapitre III de la constitution traite du pouvoir exécutif et établit les points suivants.
- Le pouvoir exécutif est exercé par le président de la République ;
- Le président de la République est élu au suffrage direct conformément à la loi électorale ;
- Pour être éligible, il faut remplir les conditions suivantes :
  - être mexicain de naissance, fils d'une mère ou d'un père mexicain, et avoir vécu pendant au moins 20 ans au Mexique ;
  - être âgé d'au moins 35 ans au moment de l'élection ;
  - ne pas occuper une position officielle dans une quelconque Église ou religion ;
  - ne pas avoir servi activement dans l'armée pendant les six mois précédant les élections ;
  - ne pas être secrétaire (équivalent du poste de ministre) ou sous-secrétaire d'État, procureur général, gouverneur d'un État, pendant les six mois précédant les élections ;
  - ne pas avoir été auparavant président - que ce soit après une élection ou pour après un quelconque évènement.

### Résidence présidentielle
Originellement, la résidence officielle du président des États-Unis mexicains fut le Palais national, situé à Mexico. Puis, sous la longue présidence de Porfirio Díaz, la résidence officielle devint le château de Chapultepec. Il en demeura ainsi jusqu'en 1935 lorsque le complexe de Los Pinos prit la relève. Toutefois, le Palais national resta utilisé comme siège officiel du pouvoir et pour les cérémonies protocolaires. Lors de la campagne présidentielle de 2018, Andrés Manuel Lopez Obrador fit part de son souhait de rendre au Palais national sa destination initiale. À l'instant même où le président Lopez Obrador termina sa prestation de serment le 1er décembre 2018, le Palais national redevint la résidence officielle du président des États-Unis mexicains et le complexe de Los Pinos fut transformé en musée.

### Pouvoirs présidentiels
Avec les réformes démocratiques de ces dernières années, la Constitution continue de s'appliquer et les pouvoirs du président de la République comprennent :
- le pouvoir exécutif suprême de conduire et administrer le pays.
- le droit de nommer le procureur général de la République.
- le droit de nommer les ministres et tous les membres du Cabinet exécutif.
- le droit de nommer tous les ambassadeurs du Mexique.
- le pouvoir suprême sur l'armée, la marine et les forces aériennes.
- le pouvoir de déclarer la guerre et la paix.
- le pouvoir de négocier des traités.
- le pouvoir d'émettre des décrets.
- le droit de nommer la Cour suprême de justice de la Nation.
- le pouvoir de mettre son veto aux lois. (Cependant comme ce fut le cas avec le budget controversé de 2004, il n'a pas le pouvoir de mettre son veto à un décret du Congrès.)

### Succession
L'article 84 de la constitution mexicaine prévoit que « en cas d'absence absolue du président » l'une ou l'autre des clauses qui suivent doit se produire.
- Si le Congrès n'est pas en session, c'est sa commission permanente qui élit un président de la République provisoire, et convoque le Congrès en session extraordinaire, dès ce moment le processus continue comme il est indiqué ci-dessous.
- Si l'absence (mort, empêchement, etc.) se produit dans les deux premières années du mandat, le Congrès doit élire à la majorité lors d'un vote à bulletin secret avec un quorum d'au moins deux tiers de ses membres un président de la République par intérim. Le Congrès peut aussi organiser des élections après un minimum de 14 mois mais pas plus de 18 mois dès l'absence du président ; la personne élue sera alors président de la République pour le reste du mandat présidentiel original de six ans.
- Si l'absence se produit dans les quatre dernières années du mandat, le Congrès élira un président de la République de substitution à la majorité des voix au bulletin secret. Le président de substitution sera alors président des États-Unis mexicains jusqu'à la fin du mandat présidentiel originel de six ans.

Nul ne peut être élu président provisoire, par intérim ou de substitution, s'il a déjà servi en tant que président de la République élu, provisoire, par intérim ou de substitution.

### Élections présidentielles
Depuis 1934 les élections présidentielles se sont tenues tous les six ans (La constitution auparavant prévoyait un mandat de quatre ans). L'histoire du Mexique ne fut pas toujours paisible. Après le départ en exil du président Porfirio Díaz en 1911 à la suite de la révolution mexicaine, il n'y eut aucun gouvernement vraiment stable jusqu'à la création du Parti de la Revolution mexicaine, qui se nommera ensuite Parti national révolutionnaire et finalement Parti révolutionnaire institutionnel (PRI). Le PRI a institué une stricte discipline interne, incarnant la société du pays. 
- Le président de la République est élu au suffrage universel direct uninominal majoritaire à un tour

#### L'élection présidentielle de 1994
Lors de l'élection présidentielle de 1994, le candidat du PRI Ernesto Zedillo entra en fonction et mit sur pied des réformes pour assurer la bonne marche des élections. En partie à cause de ces réformes, l'élection au Congrès de l'Union vit pour la première fois une Chambre des députés basculer dans l'opposition de droite. Puis les élections générales de 2000 virent l'élection de Vicente Fox du PAN qui fut le premier candidat de l'opposition à gagner une élection depuis la révolution. Cette défaite électorale fut reconnue au soir de l'élection par le président Zedillo du PRI, membre de l'Internationale socialiste ce qui apaisa les craintes d'éventuels troubles. Cela alimenta également les questions concernant le rôle du président dans le processus électoral et de savoir à qui revenait la responsabilité de concéder la défaite lors d'une élection démocratique.
- Le président Vicente Fox avait été élu avec une majorité relative de 43 % du vote populaire alors que son prédécesseur Ernesto Zedillo avait obtenu une majorité absolue de 51 %.